# Kotō
Kotō (湖東町, Kotō-chō) fou una vila japonesa situada al Districte d'Echi, a la Prefectura de Shiga.
L'11 de febrer de 2005 Kotō es va fusionar amb les viles d'Eigenji, Gokashō, Aitō i la ciutat de Yōkaichi, per formar la nova ciutat d'Higashiōmi.
El 2003, la vila tenia una població estimada de 9.061 i una densitat de 341,54 persones per km². L'àrea total va ser 26,53 km².